# Alexander Schönberg

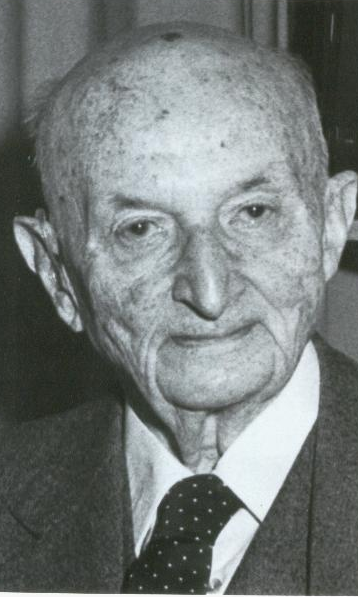
Alexander Schönberg (1977)

Alexander Schönberg (* 28. Oktober 1892 in Berlin; † 10. Januar 1985 in Berlin) war ein deutscher Chemiker und Hochschullehrer. Sein Fachgebiet war die Organische Chemie.

## Leben
Alexander Schönberg wurde 1892 als einziges Kind eines preußischen Landrichters in Berlin geboren. Seine Mutter entstammte einer alteingesessenen jüdischen Bürgerfamilie aus Berlin. Nach dem Abitur begann Schönberg an der Universität Bonn mit dem Studium der Chemie. Hier schloss er sich dem Corps Rhenania an. Nach dem Ausbruch des Ersten Weltkrieges trat Schönberg als Freiwilliger in das Gardekorps ein. Durch Verwundungen bedingte Lazarettaufenthalte in Freiburg und Aachen nutzte er zur Fortsetzung des Studiums. Gegen Ende des Krieges wurde er frontdienstuntauglich zum Stab des Gardekorps nach Berlin versetzt, wo er an der Friedrich-Wilhelms-Universität zu Berlin (heutige Humboldt-Universität) sein Studium beendete.
Seine Doktorarbeit Beiträge zur Kenntnis der Chromone schloss Schönberg im Arbeitskreis von Hugo Simonis 1919 an der Technischen Hochschule Charlottenburg (heute Technische Universität Berlin) ab. 1920 wurde er dort Assistent und habilitierte sich 1922 bei Robert Pschorr. 1923 heiratete er seine Jugendfreundin Elisabeth Seyffardt aus Bonn. 1924 wurde dem Ehepaar eine Tochter geboren, 1926 wurde Schönberg von der Technischen Hochschule zum Professor ernannt. Durch seine wissenschaftlichen Veröffentlichungen wurde Schönberg schnell bekannt, so dass er 1932 in den Vorstand der Deutschen Chemischen Gesellschaft gewählt wurde. Eine Universitätslaufbahn schien vorgezeichnet, doch die Machtergreifung der Nationalsozialisten 1933 zerstörte die akademischen Hoffnungen in Deutschland. An den Universitäten wurde die Hatz auf Andersdenkende und „Nichtarier“ eifrig betrieben. In wachsendem Maße sah sich Schönberg Drohungen und Angriffen von verschiedenen Seiten ausgesetzt. In dieser Lage kam die Einladung der schottischen Universität Edinburgh auf eine Gastprofessur an der Medizinischen Fakultät sehr gelegen.
Schönberg ging mit Frau und Tochter nach Schottland und blieb dort bis 1937. Eine Bewerbung Schönbergs um eine an der Universität Kairo ausgeschriebene Stelle war erfolgreich, dabei wurde er von Richard Willstätter – Träger des Chemienobelpreises – empfohlen. Schönberg wirkte dort bis 1957 als Professor für Organische Chemie und später auch als Direktor des Chemischen Instituts, bis er wegen Erreichung der Altersgrenze entlassen wurde. 
Von den nationalsozialistischen Polizeiorganen wurde Schönberg nach seiner Emigration als Staatsfeind eingestuft. Im Frühjahr 1940 setzte das Reichssicherheitshauptamt in Berlin ihn auf die Sonderfahndungsliste G.B., ein Verzeichnis von Personen, die im Falle einer erfolgreichen deutschen Invasion Großbritanniens durch die Sonderkommandos der SS-Einsatzgruppen mit besonderer Priorität ausfindig gemacht und verhaftet werden sollten.
1958 kehrte Schönberg nach Berlin zurück und erhielt infolge eines Wiedergutmachungsverfahrens eine ordentliche Professur (em.)  an seiner alten Hochschule, der heutigen Technischen Universität Berlin. Dort baute sich Schönberg im Alter von 66 Jahren einen neuen Arbeitskreis auf. Bis 1982 konnte sich Schönberg der Organischen Chemie widmen. Allein in diese Spätphase fallen sechs Dissertationen und rund 110 Publikationen. Die bekanntesten akademischen Schüler von Alexander Schönberg sind Ahmed Mustafa (Minister im Kabinett von Gamal Abdel Nasser in Ägypten) und Klaus Praefcke (1933–2013), später Professor für Organische Chemie an der Technischen Universität Berlin.

## Wissenschaftliche Bedeutung
Schönberg wurde bekannt durch seine präparativen Arbeiten über organische Schwefelverbindungen. Internationale Aufmerksamkeit erlangten seine Arbeiten zur Photochemie organischer Verbindungen insbesondere im Sonnenlicht, die er in Ägypten durchführte. In weiteren Arbeiten ging es um synthetische Östrogene, Reaktionen mit Diazomethan, den Strecker-Abbau von α-Aminosäuren  und die Reaktivität von Kohlenstoff-Kohlenstoff-Doppelbindungen. Sein Lebenswerk umfasst über 300 Publikationen (vollständige Liste: siehe Nachruf von Erich Singer) und zwei Bücher. Daneben ist er Autor zusammenfassender Artikel, die u. a. in Houben-Weyls „Methoden der Organischen Chemie“ erschienen sind.

## Werke (Auswahl)
- Alexander Schönberg: Präparative Organische Photochemie. mit einem Beitrag von Günther Otto Schenck, Springer-Verlag, Berlin-Göttingen-Heidelberg, 1958.
- Alexander Schönberg: Preparative Organic Photochemistry. 2. komplett überarbeitete Auflage von Präparative Organische Photochemie. Springer-Verlag, Berlin/Heidelberg/New York 1968. (in Zusammenarbeit mit G. O. Schenk, O.-A. Neumüller)